# 卡拉因达什
卡拉因达什（约公元前1425年在位）（英語：Karaindash）加喜特国王。他与埃及法老阿蒙霍特普三世之间有书信往来，同时在乌鲁克为女神伊南娜建立了庙宇。